# Olsfors kyrka
Olsfors kyrka, tidigare Hultafors kapell, är en kyrkobyggnad i samhället Olsfors i Bollebygds kommun. Den tillhör Bollebygds församling i Göteborgs stift. Kyrkorådet beslutade 2023 att byggnaden ska försäljas, då församlingen saknar medel till underhållet. 

## Kyrkobyggnaden
Träkyrkan i nationalromantisk stil uppfördes 1915-1916 av byggmästarna Albin och Carl Wilhelm Gustafsson från Sandhults socken. De hade även utfört originalritningarna, som därefter bearbetades av arkitekt Folke Zettervall. Kyrkan kom till stånd genom frivilliga bidrag. Efter invigningen överläts den till Bollebygds församling. Namnet från början var Hultafors kapell, men sedan 1970 är namnet Olsfors kyrka.
Byggnaden består av ett rektangulärt långhus med ett lägre och smalare kor i öster. Över triumfbågen finns målningar bland annat föreställande änglahuvuden. I väster finns huvudingången och ett gaveltorn. Vid norra sidan finns en sakristia. Långhuset har ett brant sadeltak täckt med brunt betongtegel. Korets sadeltak och sakristians valmade tak har samma takbeläggning som långhuset. Gaveltornets sadeltak är klätt med koppar.
Vid smärre renoveringar målades kyrkorummet om 1939 och innertakets panel täcktes med träfiberskivor. År 1950 installerades en elektrisk värmeanläggning,  1959 lades taket om och tornet målades om.
En fullständig restaurering genomfördes 1973 efter program av arkitekt Georg Rudner. Då togs bänkarna under orgelläktaren bort och istället tillkom där ett mindre utrymme för församlingsverksamheten. Interiören fick ny färgsättning. Vid återinvigningen mottog kyrkan gåpvor i form av ett altarkors i trä och silver samt sex altarljusstakar i silver. År 1989 målades kyrkan om utvändigt.

## Inventarier
- Altartavlan med motivet Jesus och de fyra evangelisterna är utförd av John Hedæus. Ursprungligen var tavlan målad i vattenbaserad färg, men 1936 målades den om med olja på lamell av konservatorn Torbjörn Engblad.
- Dopfunten i trä med åttasidig cuppa.
- Den femsidiga predikstolen i trä är tillverkad 1916 av kyrkvärden Johan Lundqvist.
- Tre ljuskronor av mässing.
- Nuvarande orgel med tretton stämmor är tillverkad 1970 av A. Magnusson Orgelbyggeri AB.